# Allingåbro
Allingåbro är en ort i Danmark.   Den ligger i Norddjurs kommun och Region Mittjylland, 160 km nordväst om Köpenhamn. Antalet invånare är 1 831.
Närmaste större samhälle är Randers, 18 km väster om Allingåbro. Strax väster om samhället rinner Alling å.